# Fuktstrandlöpare
Fuktstrandlöpare (Bembidion gilvipes) är en skalbaggsart som beskrevs av Sturm 1825. Fuktstrandlöpare ingår i släktet Bembidion, och familjen jordlöpare. Arten är reproducerande i Sverige.